# 克莉絲汀·史都華
克莉絲汀·詹梅斯·史都華（英語：Kristen Jaymes Stewart，1990年4月9日—），美國女演員、導演。著名的代表作品為《暮光之城》系列電影，她所飾演的女主角貝拉·史旺因而廣為人知。其他代表作有《顫慄空間》 (2002)、《迷走星球》 (2005)、《鬼使神差》 (2007)、《菜鳥新人王》 (2009)、《蹺家女聲》 (2010)、和2012年的《公主與狩獵者》。史超域於2022年在《史賓賽》中飾演威爾斯王妃戴安娜獲得奧斯卡金像獎最佳女主角提名，2025年憑導演處女作《水之年代》參加第78屆坎城影展「一種關注」單元角逐。

## 家庭
克莉絲汀·史都華在加州洛杉磯出生及成長。她的父親John Stewart是為FOX工作的舞臺監督和電視節目製片人。她的母親Jules Mann-Stewart，是澳洲昆士蘭州瑪盧奇（Maroochydore）的劇本監督員。她有一位哥哥Cameron Stewart，和一名在她13歲時父母領養的弟弟Taylor，與她同齡。克莉絲汀在學校讀到7年級，之後以函授方式完成高中學業。

## 演藝事業

### 事業早期
姬絲汀的家庭都是從事幕後工作，她自己也想從成為作家/導演，但她從沒有考慮過成為演員，「我從來不想成為眾人的焦點 - 我不是那些『我想成名，我想當演員』的孩子，我從來沒有尋求演出的機會，但我總會練習簽名，因為我愛鋼筆，我能在很多可以寫字的東西上簽名。」
姬絲汀的演藝事業始於8歲，當時她的代理人在小學聖誕節表演中看過她的演出。經過一年的試鏡，姬絲汀的首個角色是在迪士尼頻道原創電影《小美男魚》裡的一個不用發聲的角色。接著，她在另一電影《新聰明笨伯之賭城熱辣辣》中聲演「擲環女孩」。隨後，她在獨立電影《拜物有理》中演出，當中陷入困境的母親（派翠西娅·克拉克森飾），姬絲汀飾演一個男子氣的女兒。在《顫慄空間》中，再次詮釋擁有男子氣概的女兒，與一位單親媽媽（茱迪·科士打飾）其患糖尿病女兒，精彩互動，她因此而獲得提名並榮獲青年艺术家奖。
在《顫慄空間》的成功後，姬絲汀投入在另一驚慄電影《凶宅》中演出，飾演丹尼斯·奎德的女兒和莎朗·史東的角色。她再次因良好的表現獲提名到青年艺术家奖。據透露，在姬絲汀職業生涯中的這個時間，基於她不規律的工作時間，她需要在家上課，這會影響她的學業成績。她說：「我開始在家上課是因為我的老師們都不能教我，我認為這只是惱火 - 我讓他們有更多額外的工作。但在家上課很好，你可以學習你想要的東西，它讓你對於自己正在做的事更興奮。」

### 2004 - 2007年

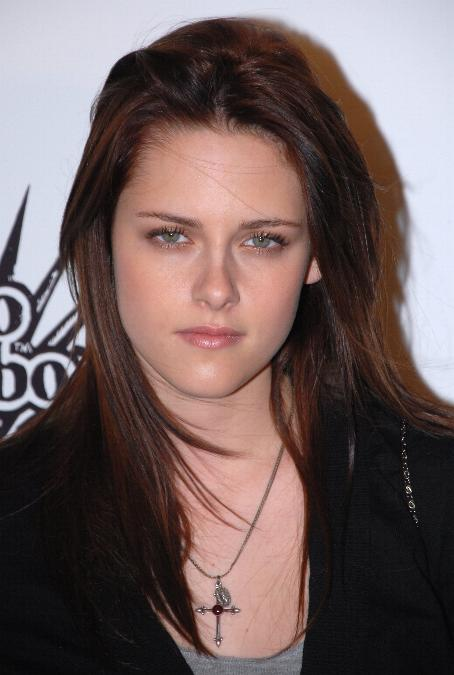
克莉絲汀·史都華在2007年荷里活生活雜誌突破頒獎典禮當中

姬絲汀首次擔任主角的角色，是在兒童動作喜劇《小鬼交鋒》中演出，與馬克斯·塞奧特及柯賓·布魯的角色對立，她所飾演的Lila也發揮了驚悚逆流的作用。
姬絲汀主演的長壽播放電視電影《我不再沉默》，以小說為基礎。姬絲汀第13次演出，她所飾演的高中新生Melinda Sordino，在被強姦後幾乎停止所有言語溝通。
2005年，姬絲汀為幻想冒險電影《迷走星球》演出，飾演Lisa角色，兩個小男孩不負責任的姐姐，把他們的房子變成太空船，如玩棋盤遊戲般在外太空中失控飛馳。電影獲影評家的好評，但姬絲汀的表現沒有獲得媒體的關注，因為它指出的是，在大多數的電影中，她的性格是固定的。
2006年，她在葛里芬·但恩執導的電影《上流變奏曲》中飾演Maya。那部電影後，姬絲汀在香港彭氏兄弟執導的超自然驚悚電影《鬼使神差》演出，飾演主角Jessica Solomon（Jess），劇情講述六年前一鄉郊大屋的整家人一夜間離奇失蹤，而六年後Jess在芝加哥一次因酒後駕駛令年幼的弟弟不再說話，及後她與家人搬到該大屋生活，而他們的新居卻發生一連串怪事，Jess告訴父母及旁人卻不被信任。怪事繼續接連發生，父母開始感到不妥，想徹走的時候卻被困，被當年的兇手捉住，更差點被殺。原來新聘的工人就是當年的屋主，他發瘋的把妻兒殺死，並埋屍在屋裡地窖...
2007年，姬絲汀參與拍攝電影《女人領地》，當中飾演少年版的Lucy Hardwicke，那是一齣由梅格·瑞安和亞當·布羅迪主演的浪漫劇集。該齣電影與姬絲汀的表現，得到的評價不一。同年，她參與西恩·潘執導及改編的電影《荒野生存》，對於她於Tracy角色的寫照 - 一位少女歌手，得到年輕流浪者克里斯多夫·麥肯迪尼斯（艾米爾·荷許飾）的暗戀。姬絲汀在這齣電影收到的評價不一，雖然Salon.com認為她的表現是「結實和靈敏的表現」，和《芝加哥論壇報》指出她做了「一個很生動的角色草圖」；《綜藝》的評論家Dennis Harvey說：「目前還未清楚克莉絲汀·史都華是否意味著以無趣味的角色來演繹嬉皮的Tracy，或是只是這樣。」在《荒野生存》後，姬絲汀在《移動世界》和《顛覆瘋雲》飾演客串的角色，都是在2008年10月上映。她還共同主演獨立電影《吃蛋糕的人》，電影只在電影節上映。

### 2008 - 2011年

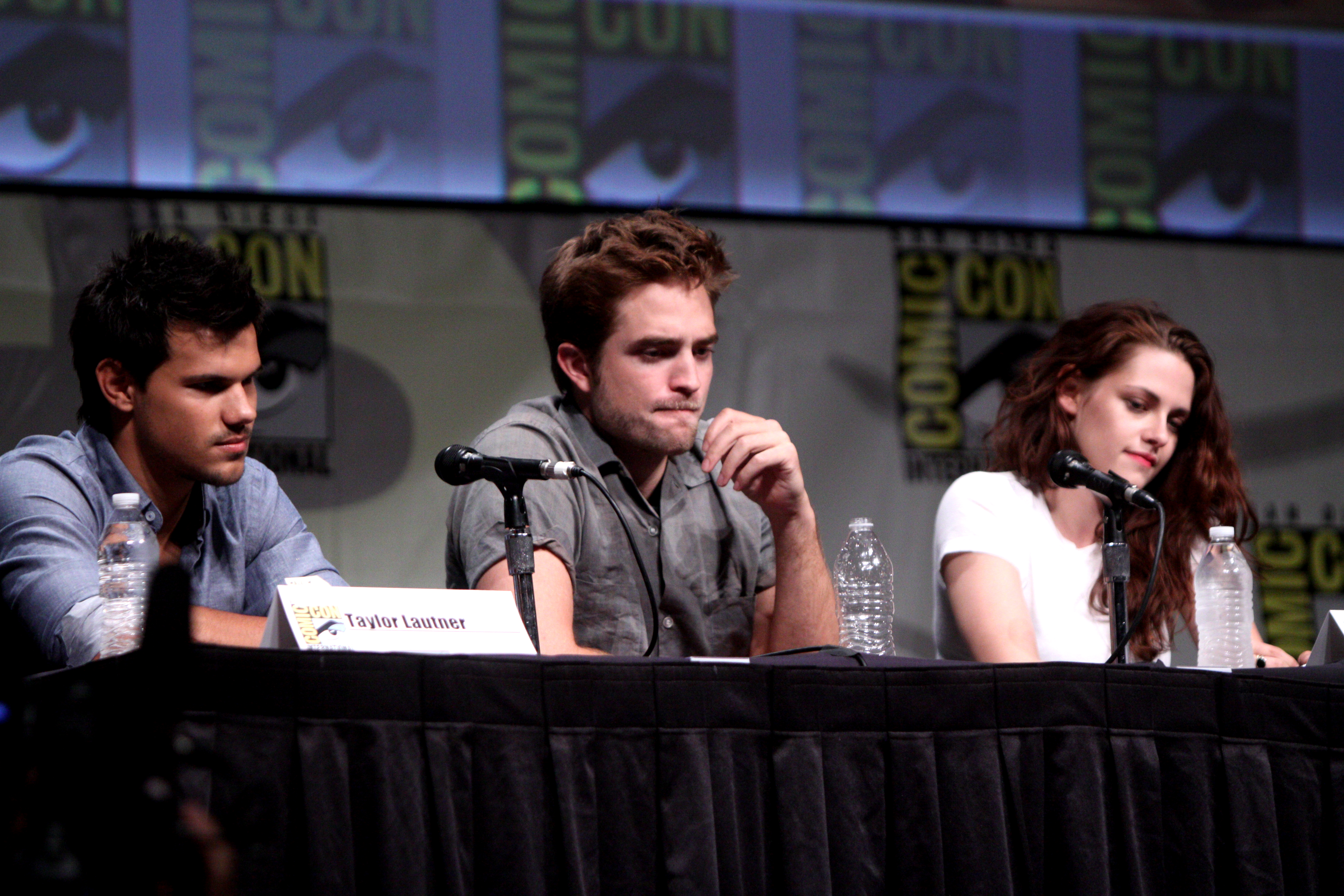
泰勒·洛納、羅拔·柏迪臣及姬絲汀·史超域於媒體見面會中亮相。

2007年11月16日，顶峰娱乐公布姬絲汀會為根據史蒂芬妮·梅爾的同名吸血鬼浪漫愛情暢銷小說《暮光之城》拍攝電影版，姬絲汀在當中飾演Bella Swan一角。姬絲汀在拍攝《菜鳥新人王》時，導演凯瑟琳·哈德威克到訪跟她做個非正式的試鏡，她的表現實在令導演神魂顛倒。她夥拍羅伯·派汀森一起拍攝《暮光之城：無懼的愛》，他飾演愛德華·庫倫，她戲中角色的吸血鬼男友。電影於2008年2月開始拍攝，同年5月完成拍攝，並在2008年11月21日於美國國內發行。她的表現獲得褒貶不一的評論，一些評論家稱她為「理想演員之選」，和讚賞她傳達了Bella的超脫，她需要打破它來達到；而另一些評論她的演技像木頭般生硬，缺乏面部表情的變化，他們形容她表情傳達為「空白」。
姬絲汀在《暮光之城：無懼的愛》續集《暮光之城2：新月》中再次飾演Bella Swan一角，她的表現再次收到褒貶不一的評論：
- 娛樂雜誌《綜藝》的Jordan Mintzer稱姬絲汀為「電影的心臟與靈魂」，及讚賞她「有份量及深度的對話......她讓Bella的心理創傷處理真實」；
- 《紐約時報》的Manohla Dargis稱姬絲汀在整齣電影「彌漫著憂鬱孤獨女孩迅速成長的」煩厭氣氛；
- 《亞利桑那共和報（英语：The Arizona Republic）》的Billy Goodykoontz指「姬絲汀是很大的失望......她沒有辦法發揮電影的能量」[25][26][27]。

她在《暮光之城：月食》中重演角色。
2009年，姬絲汀在《幸福黃手絹》演出，電影於圣丹斯电影节首度亮相，電影並於2010年由塞繆戈溫電影在戲院上映。
同年，姬絲汀與詹姆士·甘多費尼演出《等愛的城市》，電影於圣丹斯电影节首演。
2010年，《蹺家女聲》根據編劇兼導演芙羅莉亞·西基斯蒙迪所編寫的同名傳記電影，姬絲汀饰演搖滾巨星瓊·傑特。姬絲汀在2008-2009年的新年與瓊·傑特會面，為角色演出作準備，並在後來在電影工作室預先錄製歌曲。姬絲汀的表現得到《都市日報》讚賞她的演出：「事實證明克莉絲汀·史都華善於捕捉瓊·傑特的冰冷、強硬和酷的昂首闊步，加入所需要的脆弱性，把它轉變成一個相當出色的表現..她現在就是一個名副其實的搖滾明星。」
此外，《紐約時報》的A. O. Scott指：「觀察入微和不裝腔作勢的史都華小姐，給予電影的精髓與靈魂。（And Ms. Stewart, watchful and unassuming, gives the movie its spine and soul.）」
姬絲汀被列入「2010年荷里活最高收入者名單」中，荷里活最高收入女演員，名單由《名利场》編訂。在整個2010年，她於電影中出現共賺得估計為28,500,000美元。

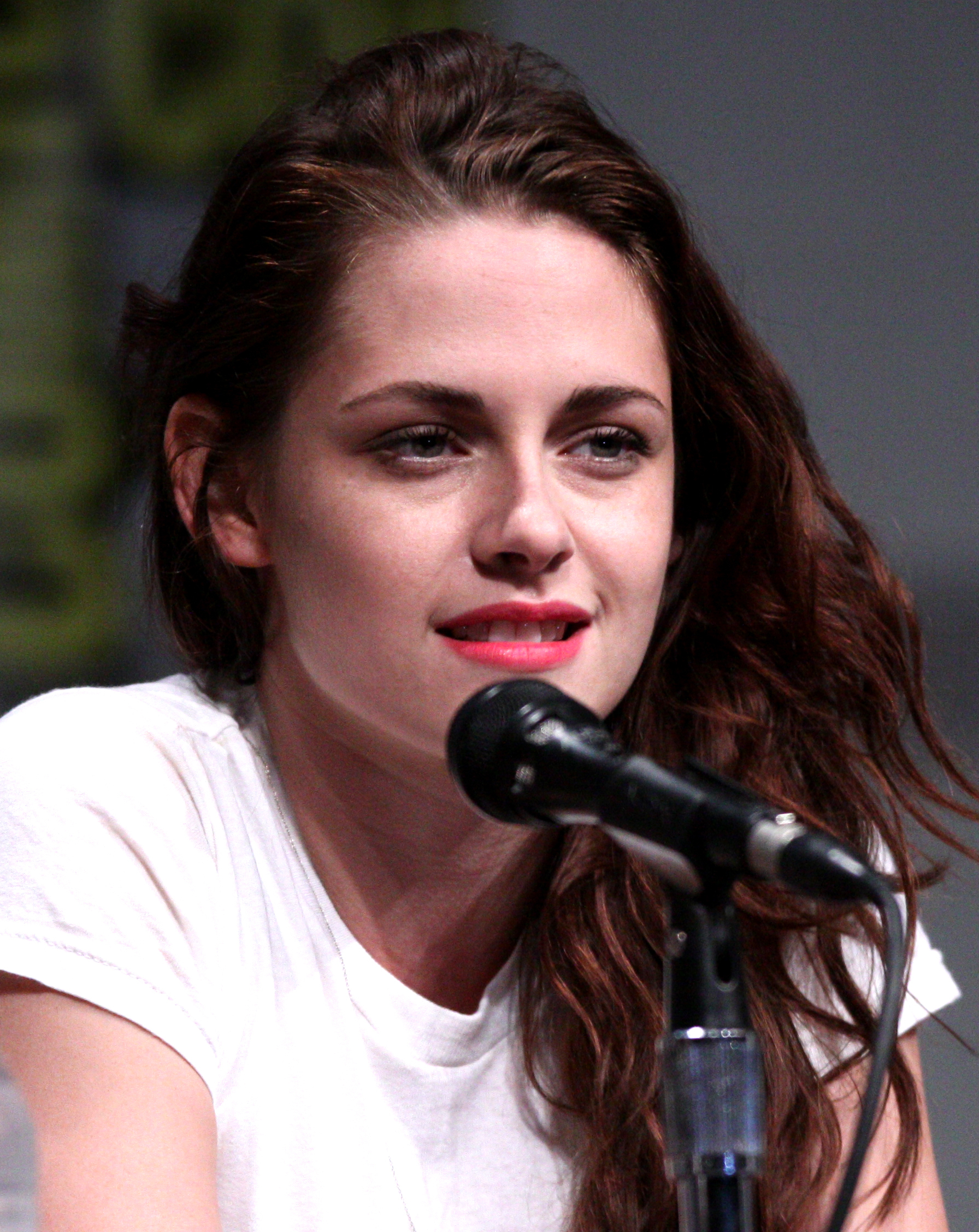
姬絲汀在2012年聖地牙哥國際動漫展當中

《暮光之城：破曉》於2011年11月18日上映，電影在開畫週末成功賺得283,500,000元票房。雖然電影收到負面的評價，但姬絲汀的表現仍獲得讚賞。《Movie Exclusive》的Gabriel Chong稱姬絲汀的表現「迷人」，和說她讓Bella從喜悅、恐懼、焦慮、苦惱和沈默及堅定的決心等每個情感都敏銳地表現出來；《村聲》的Dan Konis說克莉絲汀·史都華對角色「美麗的輕描淡寫」。
然而，一些評論者發現姬絲汀與羅伯·派汀森的合作缺乏火花，就像螢幕上的猜字謎遊戲，或是3位主角並沒有在角色中有說服力。

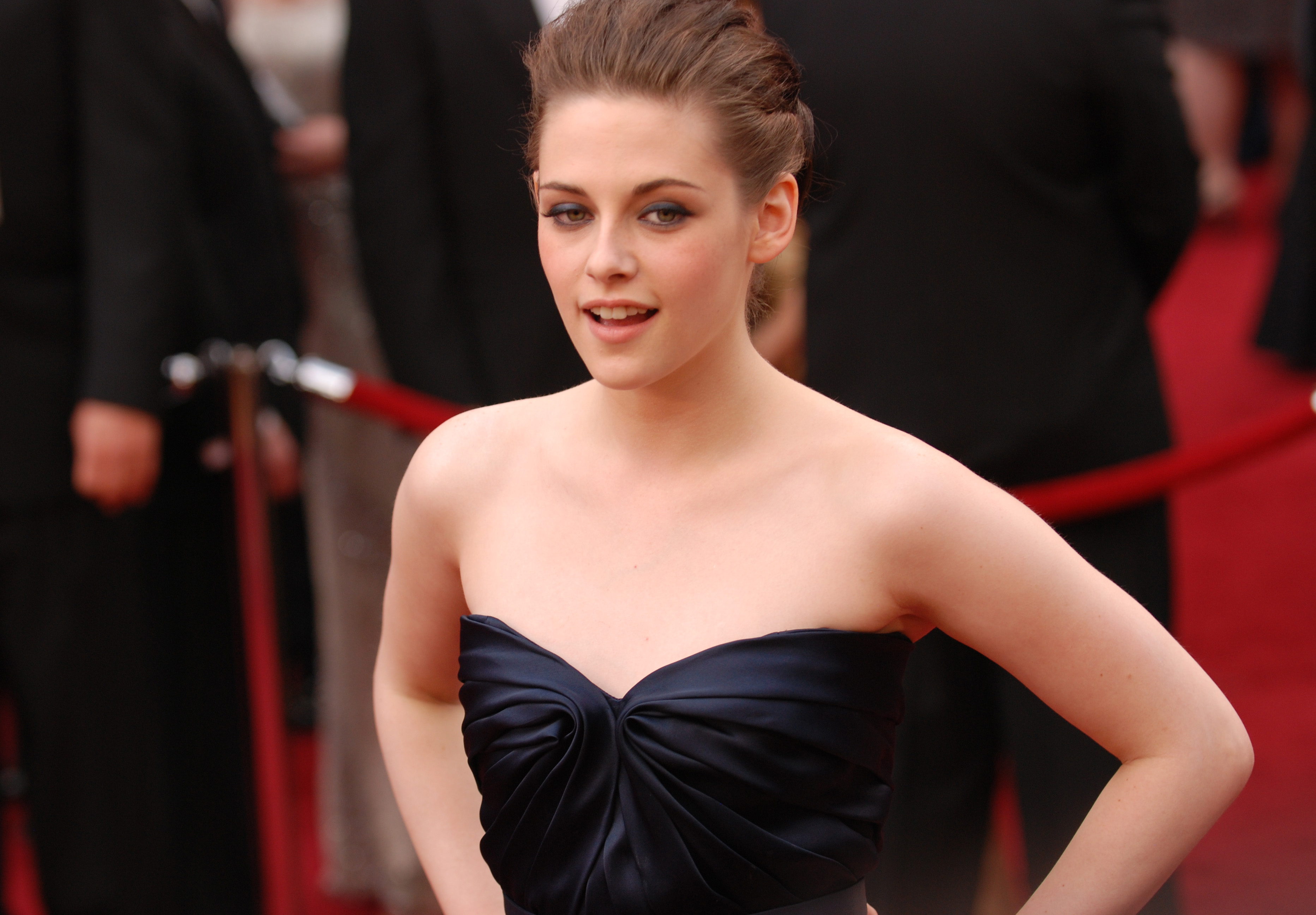
姬絲汀出席2010年第82屆奧斯卡頒獎典禮

在2010年第82屆奧斯卡頒獎典禮上，姬絲汀與泰勒·洛納向恐怖電影派系中榮譽致敬。
2011年12月6日，姬絲汀榮登《福布斯》荷里活最佳吸金演員榜首。

### 2012年
在2012年，根據《福布斯》，姬絲汀是荷里活2011至2012年5月最高薪酬的女演員，她的總收入為$34,500,000美元。她在《暮光之城系列》首兩輯共賺得$12,500,000美元，當中包括專利權稅。

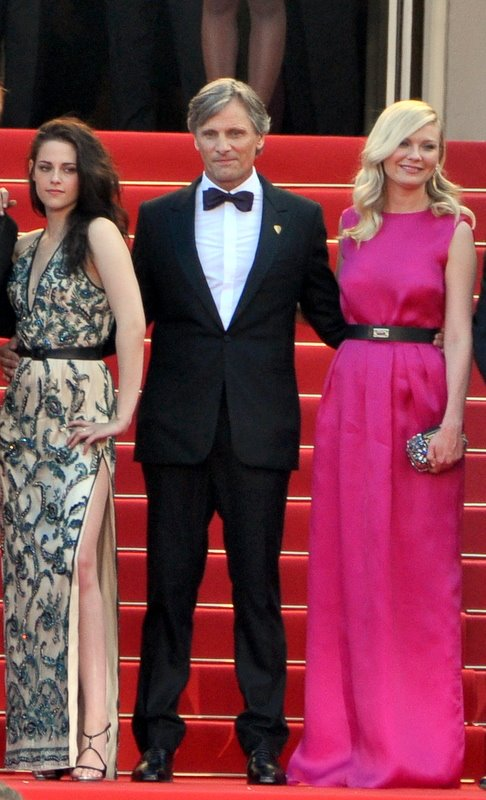
姬絲汀、維果·莫天森與克絲汀·鄧斯特於2012年康城影展當中。

2012年1月13日，姬絲汀成為巴黎世家的一款未命名香水的新代言人，並在2012年6月29日，公司宣布該香水命名為"Florabotanica"。
2012年5月，姬絲汀為導演尼克·凱薩維茲的驚慄電影《Cali》試鏡，她於2012年暑假末開始拍攝。電影中，姬絲汀將飾演一對麻煩的聖費爾南多谷（San Fernando Valley）的戀人之一，他們決定賣去一個假的虐殺電影，並永久埋下得到的那些金錢。多年後，當姬絲汀的角色進入了一個困境，她被迫回到洛杉矶去幫忙被她遺下的妹妹。在偽造自己的死亡後，她必須解釋她戲劇性的決定，不單是向她最親密的家庭成員，還有是被她留下憤怒的前商業伙伴。
2012年6月1日，姬絲汀在《公主與狩獵者》中飾演白雪公主。她將會於傑克·凱魯亞克經典小說的崇拜電影《浪蕩世代》，飾演Mary Lou一角，拍攝在2010年8月展開。
2012年12月8日，姬絲汀本人證實，她將參與本·阿弗莱克的藝術喜劇片《Focus》，該片原訂於2013年4月開始拍攝，但後來由於本·阿弗莱克檔期緊張的關係而退出該項目。

### 2013年
2013年，姬絲汀在免費男士雜誌網站《AskMen》的“2013年首99位女性排名”中位列第7。
姬絲汀將會於Steven Shainberg執導的電影《The Big Shoe》中飾演沈思的女孩Delphi，她跟傑西·艾森柏格一起為電影《廢柴特務》試鏡，亦與尼可拉斯·霍特一起於德雷克·多雷穆斯的未來感愛情故事《平等》中出演。
2013年6月，姬絲汀取代蜜雅·娃絲柯思卡在電影《星光雲寂》演出，同片的演員還有演員茱麗葉·畢諾許及科洛·莫瑞兹。她亦於《戰犯風暴》中演出，跟萊恩·加裡森飾演駐紮在關塔那摩灣的年輕士兵。她還為添·布萊克·尼爾森的新片《麻醉》，飾演紐約客群的合奏。

### 2018年
克莉絲汀·史都華出席2018年康城影展紅地毯，等待傳媒為她拍照時，突然下雨，但她沒有叫助手過來擔遮，反而為了可以更快到達場地而把高跟鞋脫掉。此舉令人記起往年2017年她曾就「女性穿高跟鞋的性別定型」發表的個人感受。

### 2021年
克莉絲汀·史都華在《史賓賽》中飾演黛安娜王妃，演技受到影評人高度讚賞，甚至黛安娜王妃生前的保鑣和皇家廚師也高度讚譽，而她也憑藉《史賓賽》獲得第94屆奧斯卡金像獎最佳女主角提名。

### 2022年
主演电影《未来罪行》在第75届戛纳电影节首映，入围主竞赛单元。

### 2023年
获选为第73届柏林影展主竞赛单元评审团主席。

### 2025年
憑導演處女作《水之年代》參加第78屆坎城影展「一種關注」單元角逐。

## 感情生活
姬絲汀現居於洛杉矶，除了演戲之外，她亦有興趣在不久的將來重返校園，她說：「我希望到大學修讀文學，我想成為一位作家，我的意思是，我愛我現在所做的事，但它不是所有我想做的 - 用我的餘生當一個專業的說謊者。」
在2008年，姬絲汀接受時尚雜誌《名利場》訪問時，她承認與《訴說》合作的男星米高·安格尼奧有情感關係。
自《暮光之城》拍攝後，姬絲汀與戲中男主角羅伯·派汀森的名字浪漫的連結起來。在拍攝整個電影系列大約四年的時間，他們倆都保持低調，沒有明確地確認彼此的關係，但娛樂雜誌狗仔隊拍得的照片，與目擊者的親眼目睹使傳媒與支持者推測和關注更加激烈，使"Robsten"成為媒體廣泛報導的主題。在接受男士雜誌《GQ》的訪問時，當被問到儘管網上有充分的證據，但她為何仍不願意談及他們的關係時，姬絲汀回答：「是呀，我知道這是...我的生活是這麼多很容易被搜尋得到，我意思是，就像說『人們來吧，這就是那樣明顯！』」當被問到為何拒絕談論關於她的生活，她回答：「我是很自私的。我就像是，『這個就是我！』和我想以這個方式來保持我僅餘的東西。這是玩一個有趣的小遊戲，和這是一個不穩定的坡度。我總是對自己說，我永遠不會讓任何消息放出去，因為這裡從來沒有任何對我自己有利的論點和益處。但我保證我結婚或有孩子的時候，人人都希望知道我孩子的姓名，但無論孩子幾多歲，我都不打算說出來。」
姬絲汀在2012年7月首次正式公開承認跟羅伯·派汀森的情侶關係後不久，雜誌《Us Weekly》刊登了照片，指她背著羅拔偷偷搭上了《白雪公主與獵人》的已婚導演鲁伯特·山德斯。照片刊出當天，姬絲汀於《人物》向羅拔作出公開道歉說：「我對此傷害及難堪的事深感抱歉，我已經讓那些跟我親近的人以及所有人都受到影響了。此次短暫的輕率行為，已經損害了我生命中最重要的事，以及我最愛和最尊重的人，羅拔，我愛他，我愛他，我真的很對不起。」。二人經過多次離合，但因為姬絲汀的真誠，以及羅拔也忘不了兩人之間的感情，他們決定低調地復合，雖然工作忙碌和害怕被媒體追蹤，但二人仍會以視像及短訊聯絡，聖誕節以及情人節皆會互送禮物，甚至傳出羅拔因為希望與姬絲汀一起過著無拘無束的生活而將會選擇退出演藝圈的傳聞。然而，他們最終於2013年5月左右分手。在2014年的一次訪問中，羅拔證實他與姬絲汀經已分開。
其後傳出她跟一名女性約會，該女性是視覺效果製作人艾莉西亞·卡吉爾（Alicia Cargile），傳聞指二人關係曖昧，更多次被拍到出雙入對，被質疑她的性取向，但她一直堅稱雙方只是好友關係。她在2015年8月曾表示：「如果你覺得真的需要為自己定義，並且你有能力去明確表達這些界限，而這些界限是用來定義你的話，那就做吧。但我作為一個女演員，我生活在他媽模棱兩可的生命，我愛這樣。我不覺得對我來說是真的，就好像說：『我出櫃了！』不，演員對我來說只是一份工作。直到我開始成立一個基金會，或者我有些觀點或意見是人們應該要得知...我不知道。我只是個拍電影的小孩子而已。」然而，姬絲汀的媽媽最近接受《周日鏡報》訪問時，終於證實：「我見過姬絲汀新女友，我很喜歡她。」言談間似乎是間接幫她女兒說出櫃。後來，姬絲汀有指跟法國歌手史蒂芬妮·索科林斯基約會。之後她跟維多利亞秘密的天使模特兒史黛拉·麥斯威爾交往，但於2018年12月兩人被曝已分手一個月。。
2019年克莉絲汀與 Dylan Meyer 的戀情曝光，兩人於2021年訂婚。
2017年2月4日，姬絲汀出席《週六夜現場》，她以「很同性戀」來形容自己，雖然在接受《衛報》的訪問時，她澄清自己是雙性戀，她說：「如果你是雙性戀的話，你不會感到困惑。這根本不是混亂。對我來說，這恰恰相反。」同樣地，在2017年8月跟《時尚芭莎》的訪問中，姬絲汀指自己會開放跟男士約會，她說：「我甚麼都想嘗試一下。」

## 作品
| 年分   | 電影                                                          | 角色                 | 導演                        | 備註 |
| ------ | ------------------------------------------------------------- | -------------------- | --------------------------- | --- |
| 1999年 | 《小美男魚》 The Thirteenth Year                              | 等飲品的女孩         | 杜威尼·鄧漢                 | (臨時演員，未列演員名單) |
| 2000年 | 《石頭族樂園２：賭城萬歲》 The Flintstones in Viva Rock Vegas | 擲環女孩             | 布萊恩·拉文                 | (臨時演員，未列演員名單) |
| 2001年 | 《拜物有理》 The Safety of Objects                            | Sam Jennings         | 羅絲·托奇                   | |
| 2002年 | 《顫慄空間》 Panic Room                                       | Sarah Altman         | 大衛·芬奇                   | |
| 2003年 | 《凶宅》 Cold Creek Manor                                     | Kristen Tilson       | 麥克·費吉斯                 | |
| 2004年 | 《不再沉默》 Speak                                            | Melinda Sordino      | 潔西卡·沙澤爾               | |
| 2004年 | 《小鬼交鋒》 Catch That Kid                                   | Maddy                | 巴特‧佛萊林區               | |
| 2004年 | 《殺機入侵》 Undertow                                         | Lila                 | 大衛·高登·格林              | |
| 2005年 | 《上流變奏曲》 Fierce People                                  | Maya Osbourne        | 格里芬·鄧恩                 | |
| 2005年 | 《迷走星球》 Zathura: A Space Adventure                       | Lisa                 | 強·法夫洛                   | |
| 2007年 | 《鬼使神差》 The Messengers                                   | Jessica Solomon      | 彭氏兄弟                    | |
| 2007年 | 《女人領地》 In the Land of Women                             | Lucy Hardwicke       | 喬恩·卡斯丹                 | |
| 2007年 | 《吃蛋糕的人》 The Cake Eaters                                | Georgia              | 瑪麗·史都華·麥特森          | |
| 2007年 | 《阿拉斯加之死》 Into the Wild                                | Tracy Tatro          | 西恩·潘                     | |
| 2007年 | 《奧斯莫比劍》 Cutlass                                        | Young Robin          | 凱特·哈德森                 | (短片) |
| 2008年 | 《移動世界》 Jumper                                           | Sophie               | 道格·李曼                   | |
| 2008年 | 《顛覆瘋雲》 What Just Happened                               | Zoe                  | 巴瑞·李文森                 | |
| 2008年 | 《暮光之城：無懼的愛》 Twilight                               | Isabella Swan        | 凱瑟琳·哈德威克             | MTV電影大獎 最佳女演員表現獎 MTV電影大獎 最佳接吻獎 與羅伯·派汀森共同獲得 青少年選擇獎 選擇電影連續劇女演員 青少年選擇獎 選擇電影唇鎖與羅伯·派汀森共同獲得 尖叫獎 最佳幻想女主角 尖叫獎 最佳演員團隊-提名 人民選擇獎 最喜愛螢幕團隊與羅伯·派汀森及泰勒·洛納共同獲得 人民選擇獎 最喜愛電影女主角-提名 |
| 2008年 | 《幸福黃手絹》 The Yellow Handkerchief                        | Martine              | 尤大恩·帕沙                 | |
| 2009年 | 《暮光之城2：新月》 Twilight Saga: New Moon                   | Isabella Swan        | 克里斯·魏茲                 | 英國電影學院獎 新星獎 MTV電影大獎 最佳接吻與羅伯·派汀森共同獲得 MTV電影大獎 最佳女表演者 青少年選擇獎 選擇幻想電影女演員 尼克頻道兒童選擇獎 最可愛侶人 與泰勒·洛納共同獲得 尼克頻道兒童選擇獎 最可愛侶人-提名與羅伯·派汀森共同獲得 金酸莓獎 最差螢幕情侶-提名 與羅伯·派汀森共同獲得 金酸莓獎 最差螢幕情侶-提名 與泰勒·洛納共同獲得 |
| 2009年 | 《菜鳥新人王》 Adventureland                                  | Em                   | 格雷格·莫托拉               | 哥譚獨立電影獎 最佳演員團隊-提名 整個劇組 |
| 2010年 | 《暮光之城：蝕》 Twilight Saga: Eclipse                       | Isabella Swan        | 大衛·史雷德                 | 巴西兒童選擇獎 年度戀人 與羅伯·派汀森共同獲得 尖叫獎 最佳幻想女主角 人民選擇獎 最喜愛螢幕團隊與羅伯·派汀森及泰勒·洛納共同獲得 人民選擇獎 最喜愛25歲以下的電影明星-提名 尼克頻道兒童選擇獎 電影女主角-提名 尼克頻道澳洲兒童選擇獎 特別受喜愛的吻-提名 與羅伯·派汀森共同獲得 尼克頻道澳洲兒童選擇獎 特別受喜愛的吻- 提名與泰勒·洛納共同獲得 金酸莓獎 最糟糕的團隊-提名整個劇組 金酸莓獎 最糟糕女主角-提名 MTV電影大獎 最佳女表演者 MTV電影大獎 最佳接吻與羅伯·派汀森共同獲得 MTV電影大獎 最佳接吻- 提名 泰勒·洛納共同獲得 青少年選擇獎 選擇電影女演員：科幻/幻想-提名 青少年選擇獎 選擇電影：唇鎖-提名與羅伯·派汀森共同獲得 青少年選擇獎 選擇電影：唇鎖-提名泰勒·洛納共同獲得 |
| 2010年 | 《等愛的城市》 Welcome to the Rileys                          | Mallory/Alison       | 傑克·史考特                 | [米蘭國際影展] 最佳女主角 |
| 2010年 | 《蹺家女聲》 The Runaways                                     | Joan Jett            | 芙羅莉亞·西基斯蒙迪         | MTV電影大獎 最佳接吻 與達科塔·芬妮共同獲得 青少年選擇獎 選擇電影女演員-提名 |
| 2011年 | 《暮光之城：破曉(上)》 Twilight Saga: Breaking Dawn Part 1    | Isabella Swan/Cullen | 比爾·坎登                   | 青少年票選獎最佳浪漫電影女主角 MTV電影大獎最佳接吻場景 尼克頻道兒童選擇獎最佳電影女主角 提名-金酸莓獎最差女主角 提名-金酸莓獎最差銀幕情侶 提名-青少年票選獎最佳科幻電影女主角 提名-青少年票選獎最佳接吻場景 |
| 2012年 | 《公主與狩獵者》 Snow White and the Huntsman                  | 白雪公主             | 魯伯特·桑德司               | 金酸莓獎最差女主角 青少年票選獎夏季票選獎：電影女演員 |
| 2012年 | 《暮光之城：破曉(下)》 Twilight Saga: Breaking Dawn Part 2    | Isabella Cullen      | 比爾·坎登                   | 金酸莓獎最差女主角 |
| 2012年 | 《浪蕩世代》 On The Road                                      | Marylou              | 華特·薩勒斯                 | (第65屆坎城影展正式競賽片) |
| 2014年 | 《戰犯風暴》 Camp X-Ray                                       | Amy Cole             | Peter Sattler               | 提名-金酸莓最佳贖莓獎 |
| 2014年 | 《星光雲寂》 Clouds of Sils Maria                             | Valentine            | 奧利維耶·阿薩亞斯           | (第67屆坎城影展正式競賽片) 凱薩獎最佳女配角獎 國家影評人協會獎最佳女配角 紐約影評人協會獎最佳女配角 波士頓影評人協會獎最佳女配角 波士頓線上影評人協會獎最佳女配角 佛羅里達影評人協會獎最佳女配角 女性電影記者聯盟獎最佳女配角 第2名-洛杉磯影評人協會獎最佳女配角 提名-奧斯汀影評人協會獎最佳女配角 提名-芝加哥影評人協會獎最佳女配角 提名-多倫多影評人協會獎最佳女配角 提名-聖地牙哥影評人協會獎最佳女配角 提名-倫敦影評人協會獎年度女配角 提名-線上影評人協會獎最佳女配角 提名-底特律影評人協會獎最佳女配角 |
| 2014年 | 《我想念我自己》 Still Alice                                  | Lydia Howland        | 理查·葛拉薩 瓦希·魏斯特摩蘭 | |
| 2015年 | 《鈍感之愛》 Anesthesia                                       | Sophie               | 提姆·布萊克·尼爾森          | |
| 2015年 | 《廢柴特務》 American Ultra                                   | Phoebe Larson        | 尼玛·诺里扎德               | |
| 2015年 | 《禁愛世界》 Equals                                           | Nia                  | 德瑞克·多雷穆斯             | (第72屆威尼斯影展正式競賽片) |
| 2016年 | 《屬於她們的片刻》 Certain Women                              | Beth Travis          | 凱莉·萊卡特                 | |
| 2016年 | 《咖啡·愛情》 Café Society                                    | Vonnie               | 伍迪·艾倫                   | |
| 2016年 | 《私人採購》 Personal Shopper                                 | Maureen              | 奧利維耶·阿薩亞斯           | (第69屆坎城影展正式競賽片) 提名-奧斯汀影評人協會獎最佳女主角 提名-聖路易斯影評人協會獎最佳女主角 提名-都柏林影評人協會獎最佳女主角 |
| 2016年 | 《比利·林恩的中場戰事》 Billy Lynn's Long Halftime Walk       | Kathryn Lynn         | 李安                        | |
| 2018年 | 《裸愛殺機》 Lizzie                                           | Bridget Sullivan     | 克雷格・威廉・麥克尼爾      | |
| 2018年 | 《JT勒羅伊》 JT LeRoy                                         | Savannah Knoop       | 賈斯汀・凱利                | |
| 2019年 | 《霹靂嬌娃》 Charlie's Angels                                 | Sabina Wilson        | 伊莉莎白·班克斯             | |
| 2019年 | 《茜寶》 Seberg                                               | 珍·茜寶              | 貝內迪克特·安德魯斯         | |
| 2020年 | 《深海終劫站》 Underwater                                     | Norah Price          | 威廉·尤班克                 | |
| 2020年 | 《求婚好意外》 Happiest Season                                | Abby                 | 可莉·杜瓦                   | |
| 2021年 | 《史賓賽》 Spencer                                            | 威爾斯王妃戴安娜     | 帕布羅·拉瑞恩               | (第78屆威尼斯影展正式競賽片) 衛星獎劇情類電影最佳女主角 芝加哥影評人協會獎最佳女主角 達拉斯—沃斯堡影評人協會獎最佳女主角 波士頓在線影評人協會獎最佳女主角 好萊塢影評人協會獎最佳女主角 西雅圖影評人協會獎最佳女主角 聖路易斯影評人協會獎最佳女主角 華盛頓特區影評人協會獎最佳女主角 夏威夷影評人協會獎最佳女主角 明尼斯達影評人協會獎最佳女主角 內華達影評人協會獎最佳女主角 北達科塔影評人協會獎最佳女主角 北德州影評人協會獎最佳女主角 費城影評人協會獎最佳女主角 鳳凰城影評人協會獎最佳女主角 女性影評人協會獎最佳女主角 第2名-都柏林影評人協會獎最佳女主角 第2名-多倫多影評人協會獎最佳女主角 提名-奧斯卡最佳女主角獎 提名-金球獎劇情類電影最佳女主角 提名-評論家選擇電影獎最佳女主角 提名-澳大利亞影藝學院國際獎最佳女主角 提名-奧斯汀影評人協會獎最佳女主角 提名-女性電影記者聯盟獎最佳女主角 提名-底特律影評人協會獎最佳女主角 提名-佛羅里達影評人協會獎最佳女主角 提名-休士頓影評人協會獎最佳女主角 提名-國際影迷協會獎最佳女主角 提名-倫敦影評人協會獎年度女主角 提名-線上影評人協會獎最佳女主角 提名-聖地牙哥影評人協會獎最佳女主角 提名-舊金山影評人協會獎最佳女主角 |
| 2022年 | 《未來罪行》 Crimes of the Future                             | Timlin               | 大衛·柯能堡                 | |
| 2024年 | 《血爱成河》 Love Lies Bleeding                               | Lou                  | 萝丝·格拉斯                 | |
| 2025年 | 《水之年代》 The Chronology of Water                          | 導演處女作           |                             | |